# International Contemporary Ensemble
L'International Contemporary Ensemble est un ensemble musical fondé en 2001 par la flûtiste américaine Claire Chase (en) dont le répertoire est consacré à la musique contemporaine.

## Historique
L'ensemble est fondé en 2001 par la flûtiste Claire Chase avec des membres du conservatoire d'Oberlin dans l'Ohio et donne son premier concert l'année suivante. Il partage ensuite ses activités entre New York et Chicago. Orienté vers la musique contemporaine, l'ensemble a créé plus de cinq cents œuvres, dont des pièces de Georges Aperghis, Steve Reich (Pulse), Alvin Lucier, Pauline Oliveros, John Zorn, David Lang, Liza Lim, Dai Fujikura, Chaya Czernowin (en), Julio Estrada, Juan Pablo Carreño, Anthony Cheung, Du Yun, George Lewis, Anna Thorvaldsdottir et Carla Kihlstedt.

## Membres
L'ICE est un ensemble d'environ trente-quatre instrumentistes regroupant des sections de cordes, bois, piano, percussion, voix et techniciens sous la direction exécutive de William McDaniel. Les membres sont :
- Rebekah Heller (basson et codirectrice artistique)
- Ross Karre (percussion et codirecteur artistique)
- Claire Chase (flûte, fondatrice et ancienne directrice exécutive)
- Alice Teyssier (flûte et voix)
- Jacob Greenberg (piano)
- Ryan Muncy (saxophone)
- Joshua Rubin (clarinette)
- Campbell MacDonald (clarinette)
- Cory Smythe (piano)
- Dan Peck (tuba)
- Daniel Lippel (guitare)
- David Bowlin (violon)
- David Byrd-Marrow (cor)
- Gareth Flowers (trompette)
- Isabel Gleicher (flûte)
- James Austin Smith (hautbois)
- Jennifer Curtis (violon)
- Josh Modney (violon)
- Katinka Kleijn (violoncelle)
- Kivie Cahn-Lipman (violoncelle)
- Kyle Armbrust (alto)
- Maiya Papach (alto)
- Michael Nicolas (violoncelle)
- Mike Lormand (trombone)
- Nathan Davis (percussion)
- Nick Masterson (hautbois)
- Nuiko Wadden (harpe)
- Bridget Kibbey (harpe)
- Peter Evans (trompette)
- Peter Tantsits (ténor)
- Phyllis Chen (piano)
- Randall Zigler (guitare basse)
- Steven Schick (artiste en résidence)
- Tony Arnold (soprano)
- Wendy Richman (alto)

## Discographie
- On the Torment of Saints, The Casting of Spells and the Evocation of Spirits avec John Zorn, Tzadik, 2013.
- Son of Chamber Symphony / String Quartet de John Adams, Nonesuch Records, 2017.
- Pulse / Quartet, avec le Colin Currie Group, Nonesuch Records, 2018[3].